# Dolce vita (periodo)

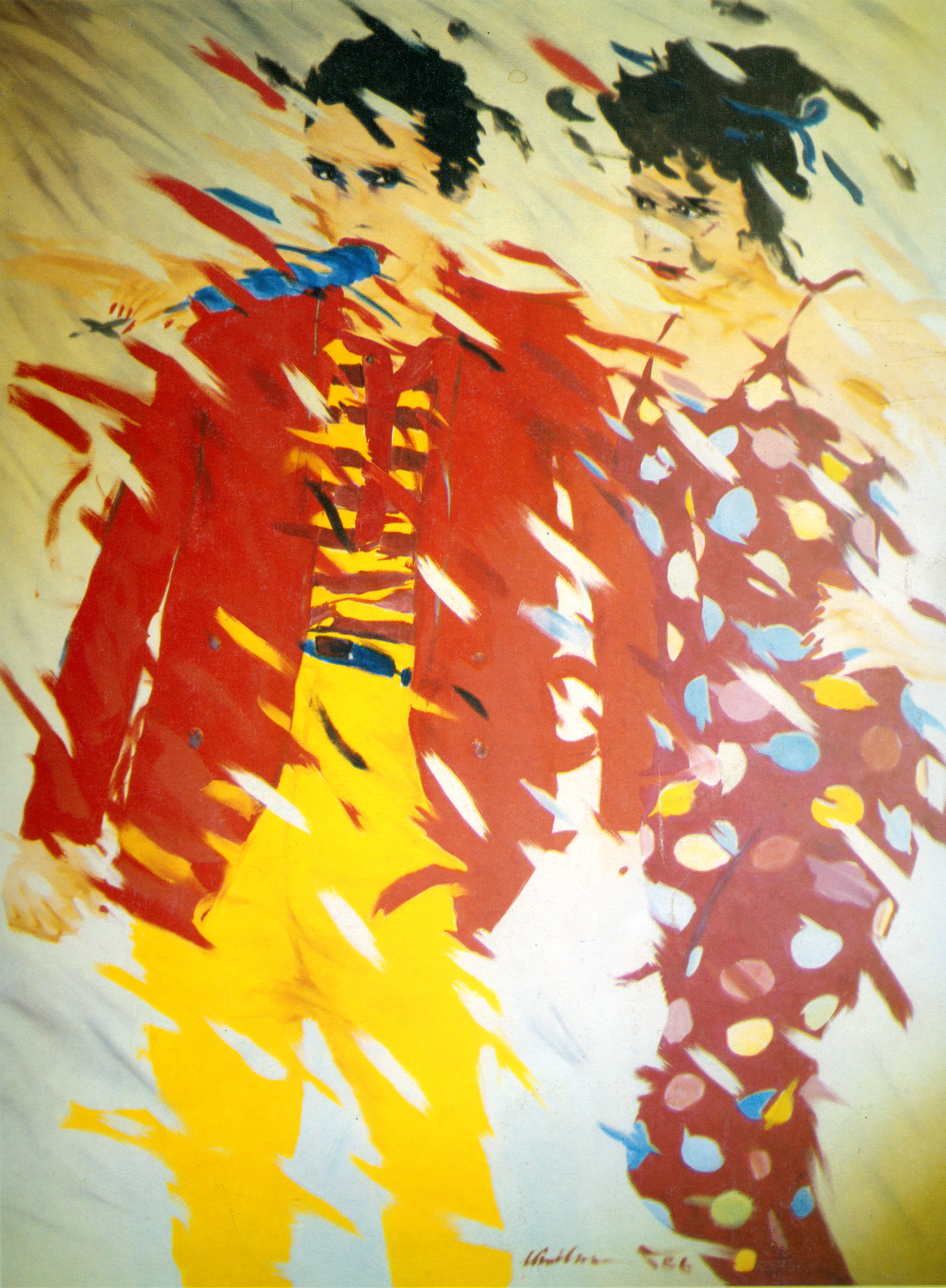
Dolce vita di Josef Hirthammer

Con il termine dolce vita ci si riferisce al periodo storico dell'Italia repubblicana compreso tra la fine degli anni cinquanta e l'inizio degli anni sessanta, e in modo particolare alle tendenze emerse in quel periodo nella città di Roma, vera e propria capitale della "dolce vita": fulcro della vita mondana fu via Veneto che, per la presenza degli hotel più lussuosi e dei locali aperti fino all'alba, divenne il punto di raccolta di tutti i nottambuli.
"Dolce vita" ha poi continuato a evocare uno stile di vita spensierato e dedito ai piaceri mondani; due derivati sono attestati: «dolcevitaiolo» e «dolcevitoso».

## Origine del termine
L'origine dell'espressione «La dolce vita» è sconosciuta al grande pubblico: il termine « dolce vita» è stato inventato dal giornalista, scrittore, commediografo e sceneggiatore Arnaldo Fraccaroli che ha coniato quest'espressione per dare il titolo alla sua commedia del 1912 La dolce vita, titolo che Fellini ha poi riutilizzato e reso famoso nel 1960 con il suo film La dolce vita interpretato dagli attori Marcello Mastroianni e Anita Ekberg. La paternità del termine «dolce vita» viene quindi ricondotta a Fraccaroli, che egli aveva coniato in un momento in cui il boom economico e la gioia conseguente alla fine della Seconda guerra mondiale erano ancora inimmaginabili, e c’è un aneddoto divertente al riguardo: dopo l’uscita del film di Fellini, il critico cinematografico Tullio Kezich ha commentato che «Fraccaroli non protestò solo perché era già morto» e si diceva di Fraccaroli che fosse un cronista che sapeva «fotografare con le parole».

## Contesto

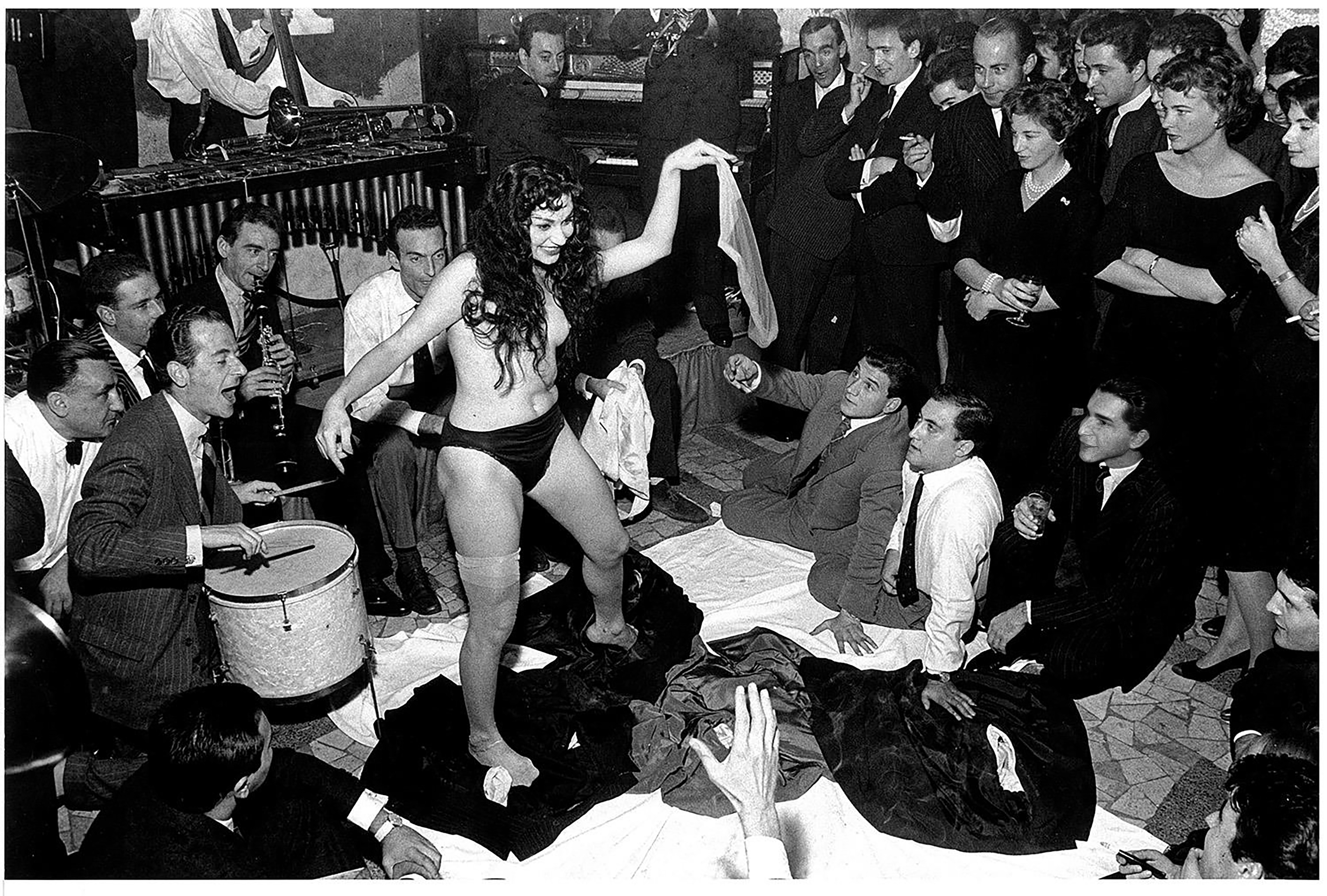
Lo spogliarello di Aïché Nana nella foto di Tazio Secchiaroli del '58 che ispirò una celebre scena della Dolce vita di Fellini

Nei tardi anni cinquanta, Roma è una città viva, ripresasi dalle sofferenze e dalle ristrettezze della Seconda guerra mondiale. Sono gli anni del boom economico, esplode la voglia di vivere e di godersi la bellezza, il clima e i divertimenti di una delle città più belle del mondo. 
A Cinecittà si girano film italiani ma soprattutto produzioni cinematografiche americane, sia per i costi più bassi rispetto ad Hollywood, sia per la legge italiana che non consentiva l'esportazione all'estero dei guadagni degli incassi dei film spingendo le principali case produttrici cinematografiche statunitensi a reinvestirli nella produzione in Italia per poi distribuire i film in tutto il mondo. Ma a Roma confluiscono non solo produttori e maestranze del cinema, attori e registi affermati, ma anche aspiranti attori e attrici, avventurieri e intellettuali, artisti e aristocratici, tutti alla ricerca del successo.

### La festa al Rugantino
Erroneamente si fa coincidere l'inizio della dolce vita con un evento, la festa privata tenutasi al ristorante Rugantino di Trastevere il 5 novembre del 1958 per il ventiquattresimo compleanno della contessina Olghina di Robilant. Fra gli invitati vi erano Giulietta Masina e Giò Stajano, Federico Fellini, ma al loro posto arrivò Anita Ekberg e con lei fotografi e giornalisti, tra i quali uno accompagnato da Aïché Nana, ballerina turco-armena.
Nel corso della festa Aïché Nana improvvisò un inatteso spogliarello che venne ripreso dai fotografi infiltrati alla festa. I rullini vennero sequestrati dagli agenti di polizia presenti alla festa su richiesta della stessa Olghina di Robilant ma alcuni rullini che ritraevano la ballerina seminuda sfuggirono ai controlli, in particolare quello con le fotografie fatte da Tazio Secchiaroli che, pubblicate dal settimanale l'Espresso, destarono un enorme scandalo ed ebbero persino uno strascico giudiziario.  
Lo svolgimento della festa, che continuò dopo la parentesi dello spogliarello, è stato poi stravolto da fantasiose ricostruzioni strumentali e scandalistiche assolutamente false. Tuttavia, l'episodio è ricordato anche in una targa commemorativa situata a Roma nel luogo dove un tempo si trovava il Rugantino su iniziativa dell'imprenditore Victor Fadlun e del giornalista Andrea David Quinzi, che fece realizzare un servizio fotografico dal settimanale TV Sorrisi e Canzoni e raccontò la storia del celebre spogliarello all'ufficio stampa della McDonald che all'epoca gestiva il locale, ora divenuto sede di un'agenzia di banca.
A portare le fotografie di Secchiaroli fuori dal locale fu un giovane attore, Matteo Spinola, che successivamente formò insieme ad Enrico Lucherini la più celebre coppia di press agent del cinema italiano. Nell'immaginario collettivo proprio queste fotografie sono diventate il simbolo stesso della dolce vita.

### I luoghi e i personaggi
Icone di quella Roma furono soprattutto i fotografi scandalistici che, dopo l'uscita del film di Federico Fellini La dolce vita, dal soprannome di uno dei fotografi saranno da allora in poi chiamati paparazzi. Tra i più famosi, oltre al già citato Tazio Secchiaroli, ci furono Rino Barillari, Fausto Battelli, Velio Cioni, Guglielmo Coluzzi, Marcello Geppetti, Ivan Kroscenko, Lino Nanni, Giuseppe Palmas, Gilberto Petrucci, Carlo Riccardi, Enrico Sarsini, Elio Sorci, Sergio Spinelli, Sandro Vespasiani e Ezio Vitale, Antonio Tridici. 
Non mancava neppure un notevole fermento culturale: ai tavolini dei bar di Piazza del Popolo discutevano intellettuali come Alberto Moravia, Pier Paolo Pasolini, Alberto Arbasino, Goffredo Parise, i Poeti Novissimi che presentavano gli artisti con le loro poesie, gli scrittori di "neoavanguardia" del Gruppo 63 come Nanni Balestrini e Umberto Eco, giornalisti come Ennio Flaiano, Vittorio Veltroni e Lello Bersani, mentre nelle vicine gallerie d'arte esponevano artisti come Mario Schifano (la pop art americana arriva in Italia nel 1964, alla Biennale di Venezia) e in via Margutta avevano lo studio Renato Guttuso, Alberto Burri, Novella Parigini e altri. 
L'ambiente intellettuale non disdegnava il côté mondano: alle feste e alle mostre, nei salotti e nelle terrazze così come in locali come il Piper (dove si esibiranno ed esporranno artisti importanti) i diversi mondi si incontrano e si mescolano.